# Silvio Rapela
Silvio Rapela (18 settembre 1971) è un ex giocatore di calcio a 5 uruguaiano.

## Carriera
Con la nazionale maschile di calcio a 5 dell'Uruguay, Rapela ha disputato il FIFA Futsal World Championship 1996 in cui la selezione sudamericana è stata eliminata nel girone del secondo turno comprendente Brasile, Ucraina e Paesi Bassi.